# خوسيه ألفريدو زونيغا
خوسيه ألفريدو زونيغا (بالإسبانية: Jose Alfredo Zuniga)‏ (2 أكتوبر 1985 بماتاموروس في المكسيك - ) هو ملاكم مكسيكي، صنّف ضمن فئة وزن الذبابة الخفيف ‏.

## إحصائيات
خاض خلال مسيرته 19 نزالا، فاز في 11 وتعادل في 1 وخسر في 7. فاز بالضربة القاضية في 5 نزالات.

## روابط خارجية
- خوسيه ألفريدو زونيغا على موقع بوكس ريك (الإنجليزية) (registration required)